# Amadeus Amidejský
Svatý Amadeus Amidejský (?, Florencie – 12. února 1266, Monte Senario) byl jedním ze sedmi zakladatelů řádu servitů.
Narodil se v zámožné florentské šlechtické rodině Amidei. Ještě jako chlapec navštěvoval křesťanské společenství, kde se setkal s šesti přáteli, se kterými se uchýlil do samoty rozjímání. Nastěhovali se společně do malého domku nedaleko Florencie, ale ani tam jim nebylo dopřáno úplného klidu, proto přesídlili na mnohem klidnější místo na úpatí Monte Senario, hory nacházející se 16km od Florencie. Tam založili žebravý řád podle řehole svatého Augustina. Tento řád schválil papež Inocenc IV. roku 1249. Amadeus na Monte Senario žil až do své smrti 12. února 1266. V okamžiku jeho smrti byl přítomnými spatřen plamínek, který stoupal do nebe mezi hvězdy. Amadeus byl kanonizován Lvem XIII. v lednu 1888 společně s ostatními otci zakladateli.